# Dzierżążno (jezioro)
Dzierżążno (kaszb. Jezoro Dzérżãżno) – jezioro wytopiskowe w Polsce położone w województwie pomorskim, w powiecie kartuskim, w gminie Kartuzy na Pojezierzu Kaszubskim ("Kartuski Obszar Chronionego Krajobrazu").
Według urzędowego spisu opracowanego przez Komisję Nazw Miejscowości i Obiektów Fizjograficznych (KNMiOF) nazwa tego jeziora to Dzierżążno. Nazwa pobliskiej wsi zapisana jako Derisno pochodzi z 1241 roku. Jej podstawą jest nazwa rośliny wodnej dzierzęga lub też dzierżęga. Wyraz ten bywa odnoszony do rzęsy lub trawy turzycy, ale na Kaszubach jest to knieć błotna. Rośnie ona w 2010 r. przy brzegu tego jeziora. Zapewne knieć błotna (kasz. dzerzãga) rosła tu na podmokłym gruncie od wieków. W różnych publikacjach i na mapach topograficznych jezioro to występuje pod nazwą Jezioro Dzierżąskie.
Powierzchnia zwierciadła wody według różnych źródeł wynosi od 21,0 ha do 23,87 ha.
Zwierciadło wody położone jest na wysokości 164,5 m n.p.m. do 180 m n.p.m.